# 七宝町鯰橋
七宝町鯰橋（しっぽうちょうなまずばし）は、愛知県あま市の地名。

## 地理

### 河川・池沼
- 蟹江川[1]
- 小切戸川[1]

### 交通
- 愛知県道119号津島立田海津線

### 施設
- 徳念寺[1]
- 鯰橋ちびっ子広場
- 黒龍白龍宝南神社
- 熊野社[1]

## 歴史

### 地名の由来
鯰居川に架かる鯰橋に由来するとも、須成の生須端（なまずばし）に由来するともいう。

### 沿革
- 1889年（明治22年） - 市制町村制による海東郡鯰橋村となる[2]。
- 1890年（明治23年） - 伊福村大字鯰橋となる[2]。
- 1906年（明治39年） - 七宝村大字鯰橋となる[2]。
- 1966年（昭和41年） - 七宝町大字鯰橋となる[2]。

### 人口の変遷
国勢調査による人口および世帯数の推移。
| 1995年（平成7年）  | 361世帯 1169人 |  |
| 2000年（平成12年） | 411世帯 1260人 |  |
| 2005年（平成17年） | 450世帯 1303人 |  |
| 2010年（平成22年） | 460世帯 1321人 |  |
| 2015年（平成27年） | 483世帯 1272人 |  |
| 2020年（令和2年）  | 531世帯 1364人 |  |

### WEB
1. ↑  “愛知県あま市の町丁・字一覧”.   人口統計ラボ. 2024年4月30日閲覧。
2. 1 2  総務省統計局 (2022年2月10日). “令和2年国勢調査の調査結果(e-Stat) - 男女別人口，外国人人口及び世帯数－町丁・字等” (CSV). 2023年8月2日閲覧。
3. ↑  “読み仮名データの促音・拗音を小書きで表記するもの(zip形式) 愛知県” (zip).   日本郵便 (2024年2月29日). 2024年3月26日閲覧。
4. ↑  “市外局番の一覧” (PDF).   総務省 (2022年3月1日). 2022年3月22日閲覧。
5. ↑  “ナンバープレートについて”.   一般社団法人愛知県自動車会議所. 2024年1月21日閲覧。
6. ↑  総務省統計局 (2014年3月28日). “平成7年国勢調査の調査結果(e-Stat) - 男女別人口及び世帯数 －町丁・字等” (CSV). 2021年7月20日閲覧。
7. ↑  総務省統計局 (2014年5月30日). “平成12年国勢調査の調査結果(e-Stat) - 男女別人口及び世帯数 －町丁・字等” (CSV). 2021年7月20日閲覧。
8. ↑  総務省統計局 (2014年6月27日). “平成17年国勢調査の調査結果(e-Stat) - 男女別人口及び世帯数 －町丁・字等” (CSV). 2021年7月21日閲覧。
9. ↑  総務省統計局 (2012年1月20日). “平成22年国勢調査の調査結果(e-Stat) - 男女別人口及び世帯数 －町丁・字等” (CSV). 2021年7月21日閲覧。
10. ↑  総務省統計局 (2017年1月27日). “平成27年国勢調査の調査結果(e-Stat) - 男女別人口及び世帯数 －町丁・字等” (CSV). 2021年7月21日閲覧。

### 書籍
1. 1 2 3 4  「角川日本地名大辞典」編纂委員会 1989, p. 1874.
2. 1 2 3 4 5  「角川日本地名大辞典」編纂委員会 1989, p. 977.